# Švicarska kuća u Zagrebu
Švicarska kuća, poznata i pod nazivom "Tirolska kuća", je jednokatnica u park-šumi Maksimir.
Građena je prema nacrtu Franza Schüchta, od 1841. godine do jeseni 1842. godine. Prizemlje je od tesanog kamena, a kat od grubo tesanih hrastovih greda, opasan drvenim balkonom poduprtim s po četiri drvena nosača. Pod strehom je također balkon. Dvodijelno krovište pokriveno je škriljevcem.
Kuća pripada stiliziranoj rustikalnoj arhitekturi. Na katu je Haulikov salon, izrađen od drvene oplate i bogato izrezbarenog baroknog stropa koji je pribavio Michael Sebastian Riedl iz augustinskog samostana u Klosterneuburgu kao poklon prepozita Jakoba Ruttenstocka. Prozori i balkonska vrata ukrašeni su s 12 vitraja s prizorima švicarskih i tirolskih krajolika koje je izveo Antun Kothgasser prema predlošcima Antuna Gurka. Kuću je Javna ustanova "Maksimir" obnovila 2005. godine, a trenutačno (2020.) se opet obnavlja.

## Zaštita
Zgrada je zaštićeno kulturno dobro.

## Vanjske poveznice
|  | Zajednički poslužitelj ima još gradiva o temi Švicarska kuća u Zagrebu |